# 台中藍鯨女子足球隊
台中藍鯨女子足球隊，簡稱為台中藍鯨，是台灣木蘭足球聯賽的球隊之一。

## 簡介
台中藍鯨女子足球隊，以「藍鯨」作為象徵，代表追求更快、更堅強、更現代化的足球型態、重視團隊合作，溫柔女性的態度中帶著堅毅不拔的精神。以「藍鯨」作為象徵，代表追求更快、更堅強、更現代化的足球型態。台中藍鯨希望能帶動台中足球基層環境風氣，帶動中部地區女子足球的發展。
2019年，在有條件的前提下通過中華民國足球協會國內聯賽執照認證，亦是亞洲女足的先例。

## 隊職員及球員名單
更新日期：2021年4月15日 
| 總領隊   | 盧秀燕 |
| 領隊     | 李昱叡 |
| 球隊經理 | 陳樺緯 |
| 安全     | 陳志忠 |
| 安全     | 陳世斌 |
| 安全     | 羅大佑 |
| 活動     | 施明秀 |
| 活動     | 尤秦紫 |
| 發展     | 陳群儒 |
| 發展     | 孫鳴千 |
| 發展     | 周雅紋 |
| 媒體     | 林津如 |
| 媒體     | 鄧光志 |

| 總教練     | 呂桂花 |
| 教練       | 賴麗琴 |
| 教練       | 鄭雅薰 |
| 守門員教練 | 張博翔 |
| 教練       | 張維娠 |

| 防護員 | 洪嘉伶 |

註釋：國旗表示球員在國際足聯資格規則定義的國家隊。球員可能擁有一個以上非國際足聯國籍。
| 號碼 |          | 位置 | 球員                                                        |
| ---- | -------- | ---- | ----------------------------------------------------------- |
| 1    | 香港     | 门将 | 吳卓蔚（ 1997 年8月8日）                                    |
| 2    | 臺灣地區 | 中场 | 張季蘭 （ 1996 年9月18日）                                  |
| 3    | 臺灣地區 | 后卫 | 沈彥君（ 2000 年11月26日）                                  |
| 4    | 臺灣地區 | 后卫 | 賴韋汝 （ 1994 年7月31日）                                  |
| 5    | 臺灣地區 | 中场 | 包欣玄 （ 1992 年9月1日）                                   |
| 6    | 泰国     | 后卫 | 皮薩邁 頌賽 พิสมัย สอนไสย์ Pitsamai Sornsai（ 1989 年1月19日） |
| 7    | 臺灣地區 | 后卫 | 潘昕妤 （ 1995 年1月29日）                                  |
| 8    | 臺灣地區 | 中场 | 謝承雅（ 1999 年9月11日）                                   |
| 9    | 臺灣地區 | 前锋 | 粘菁云 （ 2001 年2月21日）                                  |
| 10   | 臺灣地區 | 前锋 | 蘇育萱（ 2001 年2月21日）                                   |
| 11   | 臺灣地區 | 前锋 | 賴麗琴（ 1988 年8月15日）                                   |
| 12   | 臺灣地區 | 中场 | 吳 悠（ 1998 年1月9日）                                     |

| 號碼 |          | 位置 | 球員                                                |
| ---- | -------- | ---- | --------------------------------------------------- |
| 13   | 臺灣地區 | 后卫 | 張維娠（ 1989 年1月13日）                           |
| 14   | 日本     | 中场 | 田中麻帆（ 2000 年7月10日）                         |
| 15   | 臺灣地區 | 后卫 | 王淑雯（ 2001 年3月1日）                            |
| 16   | 臺灣地區 | 中场 | 侯芳瑋（ 1992 年4月20日）                           |
| 17   | 臺灣地區 | 中场 | 李以薰（ 2002 年2月19日）                           |
| 18   | 臺灣地區 | 门将 | 吳芳瑜（ 2005 年3月19日）                           |
| 19   | 臺灣地區 | 后卫 | 楊馨如（ 2000 年2月24日）                           |
| 20   | 臺灣地區 | 后卫 | 簡暄穎（ 2005 年3月28日）                           |
| 21   | 美国     | 前锋 | 瑪芮兒 古鐵雷斯 Mariel Gutiérrez（ 1997 年4月17日） |
| 22   | 臺灣地區 | 后卫 | 李佩容 （ 2000 年4月25日）                          |
| 23   | 臺灣地區 | 中场 | 劉千芸（ 1992 年8月8日）                            |
| 24   | 臺灣地區 | 前锋 | 宋瑞瑄（ 2005 年10月4日）                           |
| 25   | 臺灣地區 | 后卫 | 葉瑄（ 2002 年10月4日）                             |

## 過往球員
註釋：國旗表示球員在國際足聯資格規則定義的國家隊。球員可能擁有一個以上非國際足聯國籍。
| 號碼 |          | 位置 | 球員                                   |
| ---- | -------- | ---- | -------------------------------------- |
| 5    | 臺灣地區 | 中场 | 陳怡萍（ 1995 年11月18日） (2014)      |
| 19   | 臺灣地區 | 中场 | 林曼婷 （ 1990 年7月10日） (2014)      |
| 18   | 臺灣地區 | 门将 | 邱鈺婷（ 1996 年11月9日） (2014)       |
| 20   | 臺灣地區 | 后卫 | 徐子喬（ 1993 年10月11日） (2014)      |
| 6    | 臺灣地區 | 后卫 | 陳瀅惠（ 1988 年7月1日） (2014-2015)   |
| 14   | 臺灣地區 | 中场 | 林 勻（ 1993 年7月13日） (2014-2015)   |
| 17   | 臺灣地區 | 后卫 | 林瓊鶯 （ 1987 年11月2日） (2014-2015) |
| 22   | 臺灣地區 | 中场 | 何含宣（ 1992 年12月9日） (2014-2015)  |
| 3    | 臺灣地區 | 后卫 | 葉惠如（ 1995 年11月6日） (2015)       |
| 21   | 臺灣地區 | 门将 | 楊振豔（ 1997年5月28日） (2015)        |
| 14   | 臺灣地區 | 中场 | 陽佳慧（ 1997 年8月9日） (2014、2016)  |
| 22   | 臺灣地區 | 前锋 | 曾淑娥 （ 1984 年7月27日） (2014)      |
| 18   | 臺灣地區 | 门将 | 鄭雅文（ 2001 年2月28日） (2016)       |
| 21   | 臺灣地區 | 门将 | 許妙華（ 2000 年10月6日） (2016)       |
| 1    | 香港     | 门将 | 吳卓蔚（ 1997 年8月8日） (2021)        |

## 亞洲比賽表現
| 年度      | 日期             | 賽事                                                             | 輪次                                              | 對手                         | 比賽地點         | 比分  |
| --------- | ---------------- | ---------------------------------------------------------------- | ------------------------------------------------- | ---------------------------- | ---------------- | ----- |
| 2022年    | 2022年8月15日    | 2022年亞足聯女子球會錦標賽 2022 AFC Women's Club Championship    | 小組賽 Group Stage                                | ISPE足球會                   | 春武里市政體育場 | 3 - 2 |
| 2022年    | 2022年8月21日    | 2022年亞足聯女子球會錦標賽 2022 AFC Women's Club Championship    | 小組賽 Group Stage                                | 亞洲學者學院                 | 春武里市政體育場 | 1 - 1 |
| 2024–25年 | 2024年10月6日    | 2024–25年亞足聯女子冠軍聯賽 2024–25 AFC Women's Champions League | 小組賽 Group Stage                                | 胡志明市                     | 越南統一體育場   | 1 - 3 |
| 2024–25年 | 2024年10月9日    | 2024–25年亞足聯女子冠軍聯賽 2024–25 AFC Women's Champions League | 小組賽 Group Stage                                | 浦和紅鑽                     | 越南統一體育場   | 0 - 2 |
| 2024–25年 | 2024年10月12日   | 2024–25年亞足聯女子冠軍聯賽 2024–25 AFC Women's Champions League | 小組賽 Group Stage                                | 奧里薩                       | 越南統一體育場   | 4 - 0 |
| 2024–25年 | 2025年3月22/23日 | 2024–25年亞足聯女子冠軍聯賽 2024–25 AFC Women's Champions League | 淘汰賽 - 半準決賽 Knockout stage - Quarter-finals | 仁川現代製鐵紅天使/ 墨爾本城 |                  |       |

## 球會榮譽
- 台灣木蘭足球聯賽

冠軍(5) : 2017年、2018年 、2019年、2021年、2023年
- 木蘭聯賽盃

冠軍(1) : 2021年

## 外部連結
- 台中藍鯨女子足球隊的Facebook專頁
- 中華民國足球協會（页面存档备份，存于）